# Tephrodornis virgatus
El ceniciento grande (Tephrodornis virgatus) es una especie de ave paseriforme de la familia Vangidae propia de la región indomalaya.

## Taxonomía
Anteriormente se clasificaba en la familia Campephagidae, posteriormente se clasificó en la desaparecida familia Tephrodornithidae. Anteriormente se consideraba conespecífico de Tephrodornis sylvicola.

## Distribución y hábitat
Se lo encuentra en Bangladés, Bután, Brunéi, Camboya, China, India, Indonesia, Laos, Malasia, Birmania, Nepal, Singapur, Tailandia, y Vietnam. Sus hábitats naturales son los bosques húmedos tropicales, los manglares tropicales.

## Galería

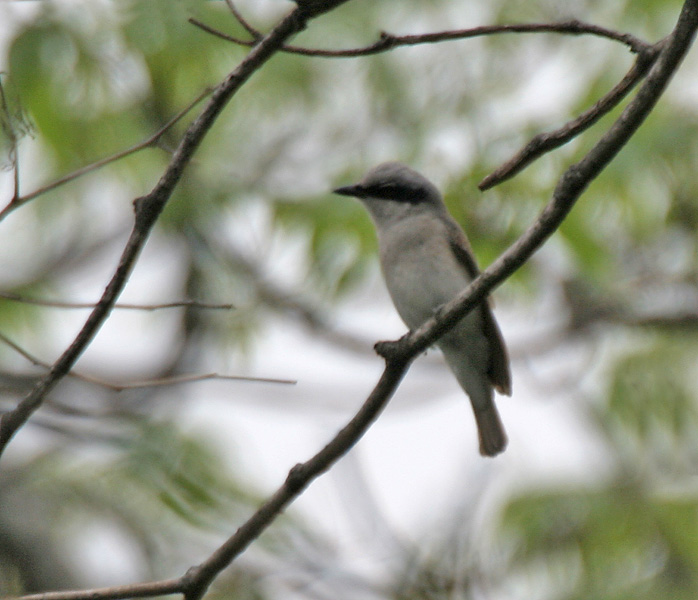
En Jayanti en el Parque nacional de Buxa del distrito de Jalpaiguri, Bengala Occidental, India.
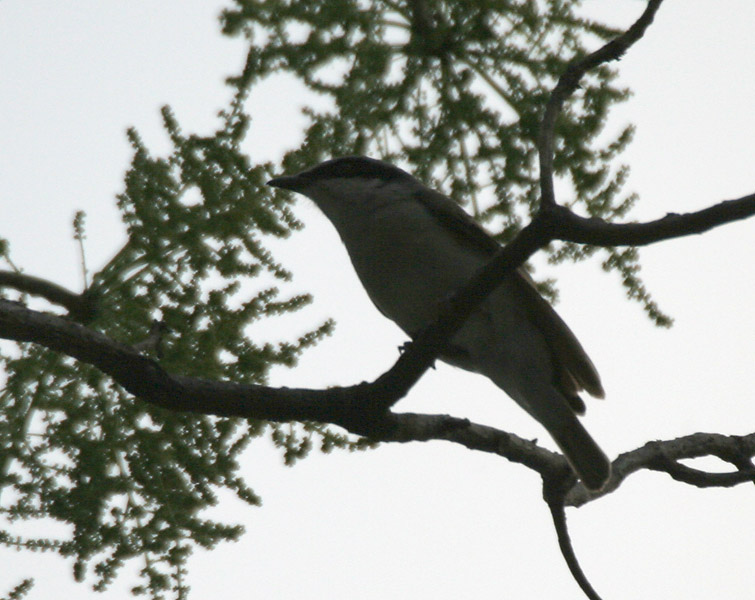
En Jayanti en el Parque nacional de Buxa del distrito de Jalpaiguri, Bengala Occidental, India.